# Alicia Moliková
Alicia Moliková (* 27. ledna 1981 Adelaide) je bývalá australská profesionální tenistka, v letech 2013–2023 kapitánka australského týmu v Billie Jean King Cupu, která se v roce 2024 stala ředitelkou Adelaide International. Ve své kariéře na okruhu WTA Tour vyhrála pět turnajů ve dvouhře a sedm ve čtyřhře. V rámci okruhu ITF získala osm titulů ve dvouhře a dva ve čtyřhře.
Kariéru poprvé ukončila v září 2008 ve dvaceti sedmi letech pro dlouhotrvající zdravotní problémy.Po vyléčení se na dvorce vrátila v srpnu 2009. Prvním turnajem se stala čtyřhra na Connecticut Open 2009 v New Havenu. Definitivně profesionální dráhu uzavřela v roce 2011, kdy odehrála poslední zápas.
Na žebříčku WTA byla ve dvouhře nejvýše klasifikována v únoru 2005 na 8. místě a ve čtyřhře pak v červnu téhož roku na 6. místě.
Grandslamové trofeje z ženské čtyřhry si odvezla z Australian Open 2005 s Ruskou Světlanou Kuzněcovovou a z French Open 2007, kde triumfovala po boku Italky Mary Santangelové. Ve smíšené grandslamové čtyřhře skončila třikrát jako poražená finalistka.
V australském fedcupovém týmu debutovala v roce 1999 utkáním II. světové skupiny proti Rakousku, v němž vyhrála dvouhru nad Sylvií Plischkeovou a prohrála s Barbarou Schettovou i závěrečnou čtyřhru v páru s Rennae Stubbsovou. Rakušanky zvítězily 3:2 na zápasy. V soutěži nastoupila k dvaceti dvěma mezistátním utkáním s bilancí 21–15 ve dvouhře a 6–6 ve čtyřhře. Od Fed Cupu 2013 se stala kapitánkou družstva.
Austrálii reprezentovala na Letních olympijských hrách 2000 v Sydney, LOH 2004 v Athénách a LOH 2008 v Pekingu. V singlové soutěži Athénských her vybojovala bronzovou medaili, když v utkání o olympijský kov jako dvacátá třetí hráčka žebříčku porazila ve dvou setech světovou trojku Anastasii Myskinovou z Ruska. V úvodním kole přehrála obhájkyni stříbra Jelenu Dementěvovou.
V únoru 2011 se vdala za Tima Sullivana. V roce 2012 se do manželství narodil syn.

## Finále na Grand Slamu

### Ženská čtyřhra: 2 (2–0)
| Stav    | rok  | turnaj          | povrch | spoluhráčka          | soupeřky ve finále                     | výsledek      |
| ------- | ---- | --------------- | ------ | -------------------- | -------------------------------------- | ------------- |
| Vítězka | 2005 | Australian Open | tvrdý  | Světlana Kuzněcovová | Lindsay Davenportová Corina Morariuová | 6–3, 6–4      |
| Vítězka | 2007 | French Open     | antuka | Mara Santangelová    | Katarina Srebotniková Ai Sugijamová    | 7–6(7–5), 6–4 |

### Smíšená čtyřhra: 3 (0–3)
| Stav       | rok  | turnaj    | povrch | spoluhrář       | soupeři ve finále               | výsledek            |
| ---------- | ---- | --------- | ------ | --------------- | ------------------------------- | ------------------- |
| Finalistka | 2004 | Wimbledon | tráva  | Todd Woodbridge | Cara Blacková Wayne Black       | 6–3, 6–7(8–10), 4–6 |
| Finalistka | 2004 | US Open   | tvrdý  | Todd Woodbridge | Věra Zvonarevová Bob Bryan      | 3–6, 4–6            |
| Finalistka | 2007 | Wimbledon | tráva  | Jonas Björkman  | Jelena Jankovićová Jamie Murray | 4–6, 6–3, 1–6       |

## Finále na okruhu WTA Tour

### Dvouhra: 9 (5–4)

#### Vítězka
| č. | datum          | turnaj                 | povrch | poražená finalistka   | výsledek       |
| -- | -------------- | ---------------------- | ------ | --------------------- | -------------- |
| 1. | 12. leden 2003 | Hobart, Austrálie      | tvrdý  | Amy Frazierová        | 6–2, 4–6, 6–4  |
| 2. | 8. srpen 2004  | Stockholm, Švédsko     | tvrdý  | Tatiana Perebijnisová | 6–1, 6–1       |
| 3. | 24. říjen 2004 | Curych, Švýcarsko      | tvrdý  | Maria Šarapovová      | 4–6, 6–2, 6–3  |
| 4. | 31. říjen 2004 | Lucemburk, Lucembursko | tvrdý  | Dinara Safinová       | 6–3, 6–4       |
| 5. | 15. leden 2005 | Sydney, Austrálie      | tvrdý  | Samantha Stosurová    | 6–75, 6–4, 7–5 |

#### Finalistka
| č. | datum           | turnaj             | povrch | vítězka finále       | výsledek      |
| -- | --------------- | ------------------ | ------ | -------------------- | ------------- |
| 1. | 6. duben 2003   | Sarasota, USA      | antuka | Anastasija Myskinová | 6–4, 6–1      |
| 2. | 20. duben 2003  | Budapešť, Maďarsko | antuka | Magüi Sernaová       | 3–6, 7–5, 6–4 |
| 3. | 22. květen 2004 | Vídeň, Rakousko    | antuka | Anna Smašnovová      | 6–2, 3–6, 6–2 |
| 4. | 26. únor 2005   | Dauhá, Katar       | tvrdý  | Maria Šarapovová     | 4–6, 6–1, 6–4 |

### Čtyřhra: 16 (7–9)

#### Vítězka
| č. | datum            | turnaj                         | povrch | spoluhráčka            | poražené finalistky                            | výsledek       |
| -- | ---------------- | ------------------------------ | ------ | ---------------------- | ---------------------------------------------- | -------------- |
| 1. | 19. červen 2004  | Eastbourne, Spojené království | tráva  | Magüi Sernaová         | Jelena Lichovcevová Světlana Kuzněcovová       | 6–4, 6–4       |
| 2. | 8. srpen 2004    | Stockholm, Švédsko             | tvrdý  | Barbara Schettová      | Anna-Lena Grönefeldová Emmanuelle Gagliardiová | 6–3, 6–3       |
| 3. | 7. listopad 2004 | Filadelfie, Spojené státy      | tvrdý  | Lisa Raymondová        | Corina Morariuová Liezel Huberová              | 7–5, 6–4       |
| 4. | 29. leden 2005   | Australian Open, Austrálie     | tvrdý  | Světlana Kuzněcovová   | Corina Morariuová Lindsay Davenportová         | 6–3, 6–4       |
| 5. | 26. únor 2005    | Dauhá, Katar                   | tvrdý  | Francesca Schiavoneová | Liezel Huberová Cara Blacková                  | 6–3, 6–4       |
| 6. | 2. duben 2005    | Miami, Spojené státy           | tvrdý  | Světlana Kuzněcovová   | Rennae Stubbsová Lisa Raymondová               | 7–5, 6–75, 6–2 |
| 7. | 8. červen 2007   | French Open, Francie           | antuka | Mara Santangelová      | Katarina Srebotniková Ai Sugijamová            | 7–65, 6–4      |

#### Finalistka
| č. | datum           | turnaj                         | povrch | spoluhráčka          | vítězky finále                              | výsledek       |
| -- | --------------- | ------------------------------ | ------ | -------------------- | ------------------------------------------- | -------------- |
| 1. | 16. leden 2000  | Hobart, Austrálie              | tvrdý  | Kim Clijstersová     | Émilie Loitová Rita Grandeová               | 6–2, 2-6, 6–3  |
| 2. | 15. červen 2003 | Birmingham, Spojené království | tráva  | Martina Navrátilová  | Meilen Tuová Els Callensová                 | 7–5, 6–4       |
| 3. | 23. srpen 2003  | New Haven, Spojené státy       | tvrdý  | Magüi Sernaová       | Paola Suárezová Virginia Ruanová Pascualová | 7–66, 6–3      |
| 4. | 11. duben 2004  | Amelia Island, Spojené státy   | antuka | Myriam Casanová      | Meghann Shaughnessyová Naďa Petrovová       | 3–6, 6–2, 7–5  |
| 5. | 5. březen 2005  | Dubaj, Spojené arabské emiráty | tvrdý  | Světlana Kuzněcovová | Paola Suárezová Virginia Ruano Pascualová   | 6–77, 6–2, 6–1 |
| 6. | 27. květen 2006 | Istanbul, Turecko              | antuka | Sania Mirzaová       | Anastasija Jakimavová Aljona Bondarenková   | 6–2, 6–4       |
| 7. | 24. únor 2007   | Dubaj, Spojené arabské emiráty | tvrdý  | Světlana Kuzněcovová | Liezel Huberová Cara Blacková               | 7–66 6–4       |
| 8. | 26. květen 2007 | Štrasburk, Francie             | antuka | Sun Tchien-tchien    | Čeng Ťie Jen C’                             | 6–3, 6–4       |
| 9. | 12. srpen 2007  | Los Angeles, Spojené státy     | tvrdý  | Mara Santangelová    | Rennae Stubbsová Květa Peschkeová           | 6–0, 6–1       |